# 朝刊
朝刊（ちょうかん）は、朝に発行される新聞。

## 日本の朝刊
一般紙の場合は24 - 40ページで発行され前日の時事、政治、経済、社会情勢、スポーツなどの記事を詳細に掲載している。スポーツ紙の場合は20 - 32ページで発行され前日のスポーツを中心に、芸能、社会などの記事を掲載している。
全国紙のうち関東、東海、近畿、北海道、福岡県などの主要都市の版、並びにブロック紙を含む地方紙（夕刊単独紙を除く）の多くは夕刊との「セット版」形式で販売するところが多い。また配送上の関係で夕刊の発行がない地域でも「統合版」で必ず朝刊は発行される。
なお、毎月1回程度=基本的に第2日曜日（但し1月は1日、5月は5日（こどもの日）またはその振替休日。ない月もある）の新聞休刊日実施日の翌日の朝刊は休刊となり当該日の放送番組表は2日分をまとめて掲載、スポーツや主要ニュースは休刊日明けの紙面=夕刊発行の場合は休刊日翌日の夕刊、朝刊のみの場合は休刊日翌々日の朝刊にまとめて掲載している。スポーツ新聞は休刊日翌日、鉄道駅売店・コンビニエンスストア等の即売向け専用の特別朝刊（号外扱い）を発行している。産経新聞は2002年2 - 4月に特別朝刊を発行。特に2月は他の全国紙も同様の特別朝刊を出した。
以前は鉄道・航空・船便輸送が主であり、遠隔地の現地印刷がなかったころ、早版地域では締め切りが18 - 19時台であるため、プロ野球のナイター、あるいは国政選挙の即日開票の結果がまともに掲載できないことを配慮して、新聞社がそれら遠隔地の読者に対応するための「速報号外」を販売店にファクシミリ電送して、本編に織り込んで配達したこともあった。
1980年代以後、新聞紙面を地方の印刷工場に電送する中継技術が確立するようになり、当初はNTTの地上デジタル専用線網を使用して、更に1990年代からは通信衛星、2000年代に入るといわゆる広域イーサネットやVPNなども使用するようになっている。全国紙の多くは、それまでの本社所在、ないしは周辺都道府県のみしかなかった工場を、地方都市にも建設するようになり、2000年代後半以後はコスト削減の観点から、地方紙との相互連携により、全国紙の地方紙工場への委託印刷が増えている。
一般に朝刊の版数は10 - 15版と2桁の版数が採用される。これは締め切りが早いほど版数の数字が若くなるためである。ただ、新しいニュースが入る場合、その都度最新の情報に差し替えて刷り直しをするため、その分版数が高くなる。朝日新聞の場合、大抵東京本社版の最終版では13・14版が多いが、大阪では早版で10版というのがある。また、締め切りがもっと早かった時代には7・8版があったという。また、基本的に1日の起点は当日の午前中に印刷する夕刊からで、翌日の朝刊は夜間〜深夜に印刷する。そのため、夕刊が朝刊よりも若い版数になるため、3・4・5版といった種類がある。
また今日の朝夕刊の概念に近いものとして「午前版・午後版」が19世紀後半に、また通常の朝刊と夕刊発行後に追加のニュースがあった場合、「正午版」（1937年ごろ）、「第2朝・夕刊」（戦後のごく一時期）というものがあり、日によっては1日に3 - 4回も新聞が配達された事例もあった。

## 韓国の朝刊
韓国の全国紙は長い間朝刊紙（朝鮮日報、韓国日報、ソウル新聞）と夕刊紙（東亜日報、中央日報、京郷新聞）に分かれることで共存関係が図られていた。しかし、生活パターンの変化もあり、1990年代に夕刊紙だった新聞社も配送配達に有利な朝刊を選択するようになった。1991年には京郷新聞が夕刊紙から朝刊紙に変更した。さらに1993年に東亜日報、1995年に中央日報が朝刊紙に移行した。
かつては、日本における朝刊の早刷りに相当するものとして街版が存在したが、2005年に廃止された。